# Spencer Scott
Spencer Scott, née le 4 avril 1989 à St. Petersburg en Floride, est une actrice pornographique américaine.

## Biographie
Spencer Scott a été élue Playmate of the Month par le magazine Playboy en octobre 2007. Elle ne tourne que des scènes lesbiennes ou des scènes en solo.

## Filmographie sélective
- 2008 : The Girls Next Door (série télévisée) : elle-même, l'assistante de Holly
- 2008 : Playboy Video Playmate Calendar 2009 (documentaire) : elle-même, miss avril
- 2011 : My Roommate's a Lesbian 2
- 2011 : Barely Legal 123
- 2012 : Water Guns
- 2012 : My First Lesbian Experience 1
- 2013 : From Pussy to Pussy
- 2013 : Molly's Life 20
- 2013 : I Kiss Girls 3
- 2014 : We Live Together.com 31
- 2014 : Hot Lesbian Love 2
- 2014 : This Ain't Game of Thrones XXX : Daenerys Targaryen
- 2015 : No Man's Land: Girl Crazy
- 2015 : Pon Pon Girls
- 2016 : Dani Daniels Is Delicious
- 2016 : Punish My Pussy
- 2017 : In Need Of Assistance
- 2017 : She's Our Girlfriend Now